# Squalius pamvoticus
Squalius pamvoticus är en fiskart som först beskrevs av Stephanidis, 1939.  Squalius pamvoticus ingår i släktet Squalius och familjen karpfiskar. IUCN kategoriserar arten globalt som livskraftig. Inga underarter finns listade i Catalogue of Life.